# Cadejo
El Cadejo (anomenat Cadejos a Costa Rica), a la narrativa folklòrica de Mesoamèrica, és un gos espectral de grans dimensions, ulls brillants, que arrossega cadenes, i que durant les nits apareix en llocs solitaris per cuidar o turmentar els borratxos, sent molt coneguda la seva llegenda a les zones rurals i fins i tot urbanes de Mèxic i Centreamèrica. A diverses regions de Centreamèrica la llegenda parla de dos cadejos, un blanc (benigne i protector), i un altre negre (monstruós i malvat). A Costa Rica el Cadejos és un de sol, de color negre i, encara que monstruós, generalment és inofensiu.
Encara que la paraula «cadejo» per designar aquest ésser és d'origen castellà, les arrels mitològiques del Cadejo es troben principalment en la mitologia maia i en les tradicions xamanístiques dels pobles nahues de Mesoamèrica, on són freqüents els mites aborígens sobre xamans i nahuals que poden prendre la forma d'animals per exercir les seves funcions religioses i funeràries, rituals en què s'utilitzaven ornaments de jade, pells d'animals, plomes d'aus i màscares. Entre els mesoamericans, el gos exercia la funció de company dels morts en el viatge al més enllà. La llegenda és, doncs, producte del mestissatge, i alhora és el vestigi d'una antiga creença que suposa que tot humà posseeix un animal de companyia. Aquest mític animal és el doble de l'home, de manera que la malaltia o la mort del primer comporten la malaltia o la mort del segon. Actualment, es pot establir una comparació amb el pensament religiós occidental, que expressa que l'home té un àngel guardià que el protegeix dels perills.
La llegenda del Cadejos ha trobat ressò en la literatura i la cultura popular dels pobles centreamericans, i s'ha associat, de forma paral·lela, a moltes altres llegendes sobre gossos monstruosos i espectrals arreu del món.

## Etimologia
Segons el diccionari de la Reial Acadèmia de la Llengua Espanyola, la paraula «cadejo» prové del castellà, i sorgeix de l'encreuament de les paraules «cadars» (del grec ἀκάθαρτος akáthartos «impur», un tipus de seda dels capolls enredats, que no es fila al voltant), i «troca» (del llatí mataxa, que significa fil recollit sobre un torn o aspadera, perquè després es pugui esbandir fàcilment, i també, mata de pèl).
D'aquesta manera, l'ús d'aquesta paraula per designar aquest gos espectral sembla estar més relacionada amb l'enigmàtic significat del mateix personatge més que amb l'origen o forma d'aquest ésser sobrenatural, en ser el Cadejo, bàsicament, una criatura nua i descurada.

## Arrels mitològiques

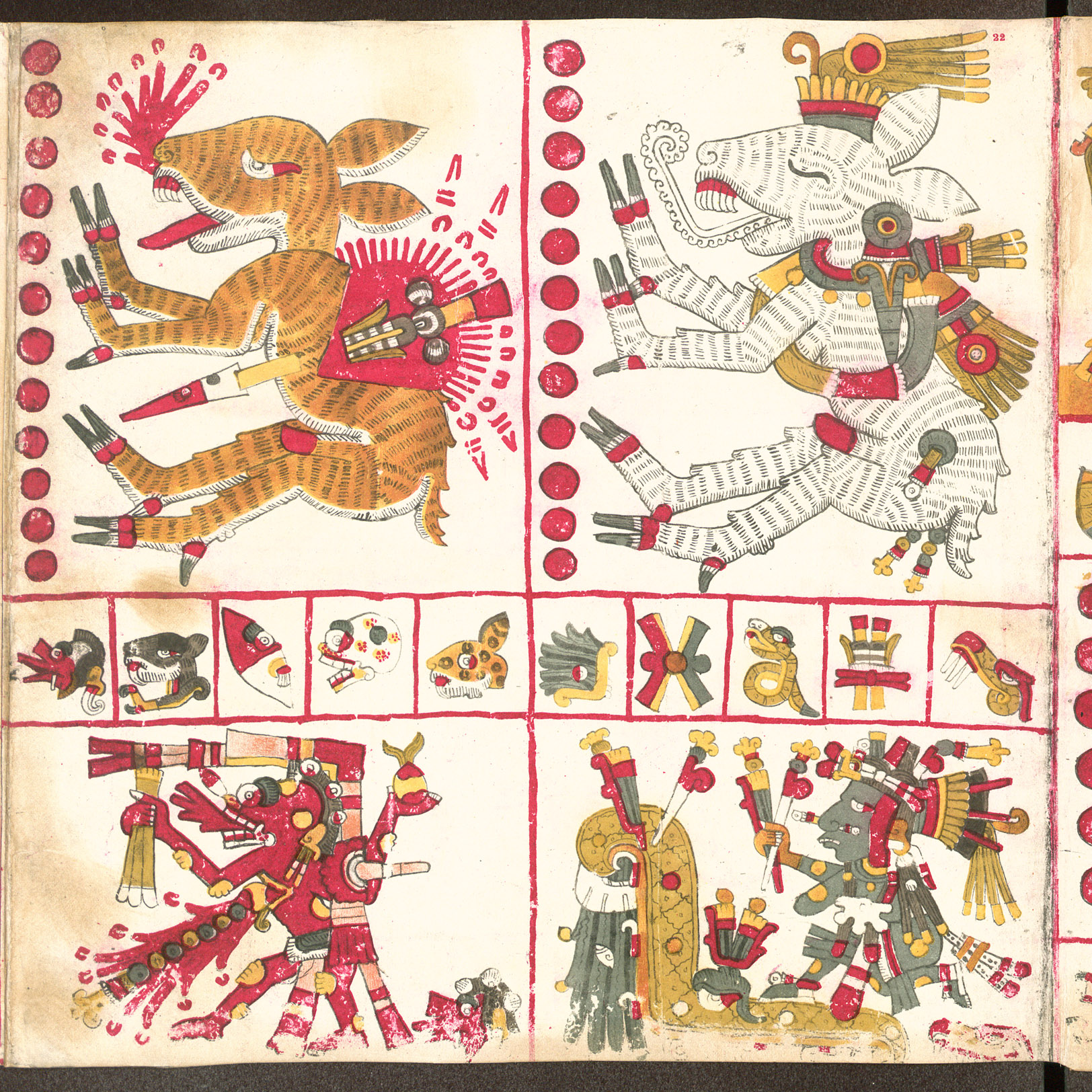
Els nahuals descrits al Còdex Borgia, criatures metamòrfiques capaces de canviar la seva forma física a qualsevol altra forma animal o fins i tot en formes humanes a voluntat

És molt possible que l'origen del Cadejo com a ésser mitològic es trobi en la mitologia maia-quitxé. Les llegendes dels cadejos espectrals centreamericans semblen estar emparentades, pel que fa al seu origen, amb els nahuals (o naguals). A la mitologia mesoamericana, un nahual és un animal que es considera esperit protector de cada persona. D'acord amb algunes tradicions, es diu que cada persona, al moment de néixer, ja té l'esperit d'un animal, que s'encarrega de protegir-lo i de guiar-lo. Aquests esperits usualment es manifesten com una imatge que aconsella en somnis o amb certa afinitat a l'animal que els va prendre com a protegits. Per exemple, una dona el nahual de la qual fos un cenzontle tindrà una veu privilegiada per al cant.

Però no tots tenen un contacte tan lleu: es creu que els bruixots i xamans (anomenats texoxes) del centre de Mesoamèrica podien crear un vincle molt proper amb els seus nahuals, cosa que els dona una sèrie d'avantatges que ells saben aprofitar. La visió de l'esparver, l'olfacte del llop o l'oïda de l'ocelot passen a ser eines d'aquests vidents i fins i tot s'afirma que alguns, més preparats, poden adquirir fins i tot la forma dels seus nahuals (llangardaixos, gossos o tigres) i utilitzar aquesta habilitat de diverses formes, no totes ben intencionades, segons la tradició popular. A Mèxic, se li ha donat el nom de nahuals als bruixots que poden canviar de forma. No obstant això, es creu que el contacte amb els seus nahuals és també comú entre els xamans que busquen el benefici per a la seva comunitat, encara que no es valen de la capacitat de transformació; per a aquests, el nahual és una forma d'introspecció que permet a qui el practica tenir un contacte estret amb el món espiritual, gràcies a la qual cosa troba amb facilitat solucions a molts dels problemes que afligeixen els que busquen el seu consell.

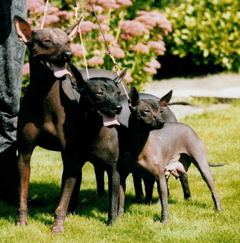
Pels mesoamericans, els xoloitzcuintles conduïen l'ànima dels morts al més enllà

Entre els mexiques, per altra banda, destaca la figura del déu Huehuecoyotl com a trampós déu de la música, el ball i la cançó, representat al Còdex Borbònic amb la forma d'un coiot. Ell és part de la família de déus mexicas de Tezcatlipoca, i té els seus poders per transformar-se. De totes les deïtats asteques, Huehuecoyotl representava la dualitat en termes del bé i el mal. Més un bromista que un déu ajudador, emparentat d'alguna manera amb els déus tramposos en forma de coiot de les tribus aborígens d'Amèrica del Nord, sovint se l'associava amb el déu Xolotl, també amb forma de gos i amb poders de transformació. El xoloitzcuintle, raça de gos originària de Mèxic i Centreamèrica, porta el seu nom, i sovint s'associava a aquest animal, a la mitologia asteca, amb la mort, atès que es creia que els xoloitzcuintles acompanyaven les ànimes dels difunts quan viatjaven al Mictlan (l'inframón), per la qual cosa eren sacrificats i enterrats juntament amb els morts a qui havien de guiar, complint llavors el gos la funció de guardià protector de les ànimes en el seu viatge al més enllà.
Al sud-est de Mèxic, sobretot a l'estat de Yucatán, l'uay peek (del maia, bruixot, nigromàntic, encantador, mag, nahual) és un bruixot que es pot transformar en un gos negre, enorme i d'ulls vermells , i aprofita aquest estat per espantar gent i profanar les tombes dels cementiris. Altres versions diuen que l'uay peek ataca qualsevol que es troba, i que és la reencarnació de Kakasbal, un esperit maligne.
L'escriptor nicaragüenc Eduardo Zepeda-Henríquez, a l'article El Cadejo: mite nicaragüenc, suggereix que el mite del Cadejo està arrelat a l'imaginari social provincià com una font moral. D'aquesta manera, per a Zepeda, el Cadejo, més que no pas un esperit protector, és un esperit rondant que surt a espantar els transitadors de carrer i conclou que la presència d'aquest ens sobrenatural és una forma d'escarment exemplar per a la gent de mala vida que implica el pecat original o un remordiment de consciència històrica. Així mateix, Zepeda-Henríquez intenta veure l'origen de la paraula «cadejo» a la tradició mitològica grega (el mite de Licàon) i llatina (la llegenda de l'home llop narrada per Ovidi).
L'escriptor costa-riqueny Luis Ferrero Acosta també atribueix el seu origen a un sincretisme del concepte del nahual o alter ego del déu Quetzalcoatl, un gos, el déu Xolotl i el cinocèfal (monstre amb cap de gos), que segons diu Plini, es comptava que espantava als valens mariners que pretenien aventurar-se a la Mar Tenebrosa, i que representava un ésser humà amb cap de gos, ulls flamejants i, de vegades, arrossegava cadenes.
Un altre escriptor costa-riqueny, Carlos Gagini, atribuïa el seu origen al formiguer gegant, animal gran de pelam llarga i negra i esmolades urpes, les incursions nocturnes de les quals a la Costa Rica vilatana van contribuir a la creació del mite.

## Simbolisme
Pel que fa al seu significat, el Cadejo és alhora un esperit protector i una criatura maligna. Des de la perspectiva negativa, el Cadejo usurpa la confiança dels éssers humans mitjançant el terror, mentre que en la seva faceta positiva, el és poder regenerador de la naturalesa en protegir els éssers humans del perill. A la literatura indígena d'Amèrica, sobretot a la maia, és molt important aquest concepte de dualitat. El Cadejo blanc és un ressò del nahual com l'esperit company i el Cadejo negre és un reflex del nahual com el bruixot que es metamorfoseja.

## Versions
Segons la tradició oral, el Cadejo és un animal mític fantasmagòric que apareix a les persones que caminen pels camins nocturns, particularment als ebris, amb la funció moral d'espantar-los perquè esmenin el seu camí. Es creu que cuida aquells que s'embriaguen i deambulen a les nits ajudant-los a trobar el camí a casa o bé dormint a prop seu per evitar que els robin o facin mal.
Les versions varien depenent del lloc geogràfic on s'explica la llegenda, encara que els fets bàsics són sempre els mateixos. La llegenda és popular a tota Amèrica Central, part de Mèxic (Oaxaca, Chiapas, Baixa Califòrnia, Veracruz i en altres llocs) i nord de Colòmbia. A Nicaragua i Hondures, s'ha relacionat la llegenda del Cadejo amb el críptid conegut com a Acosador nocturno, un gos que guarda una gran semblança amb el Cadejo negre.

### Descripció

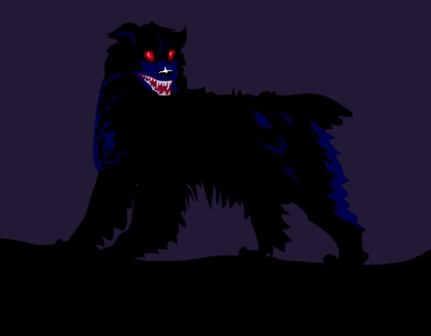
La descripció més freqüent del Cadejo és un gran gos negre amb ulls encesos

Les descripcions més prolífiques corresponen al Cadejo negre. Totes coincideixen que és un gos gran, negre, d'ulls vermells com brases, que arrossega cadenes pesades. L'escriptor costa-riqueny Carlos Luis Fallas, al glossari de la novel·la Marcos Ramírez, el descriu com a «animal fantàstic, d'ulls fosforescents i pèl espès, negre i molt llarg». Una altra versió de Costa Rica també afegeix potes de cabra i dents de jaguar. En algunes versions de Nicaragua, és capaç de manipular el seu cos per créixer, a manera de gos gegant. En el seu conte El Cadejo, l'escriptor salvadorenc José Efraín Melara Méndez ho descriu com «una mena de gos petit que seguia les persones però no els feia mal. Encara que de vegades la gent no ho veia, sentia els seus passos característics semblants a les petjades d'un boc». Per a l'escriptor hondureny Jesús Aguilar Paz, «no cal confondre el Duende amb el Cadejo: aquest és un quadrúpede nocturn que s'alimenta de cadàvers putrefactes i en caminar li sonen els ossos, sent lluminosos els seus ulls i perillós la seva trobada». Miguel Ángel Asturias omet que té forma de gos, i incorpora tres espècies diferents en un cos, «amb peülles de cabra, orelles de conill i cara de ratpenat».
També se li atribueixen poders místics, com el poder evitar ser danyat per aquell a qui protegeix o pel que el tracti de danyar, sent així immune a les armes blanques i de foc. En general en veure's atacat desapareix a l'aire com una ombra i reapareix darrere del seu atacant. A Nicaragua i en algunes zones de Costa Rica, sobretot a la zona del Pacífic nord (Guanacaste i nord de Puntarenas), el Cadejo (específicament, el negre) porta sobre el coll un collaret blanc, ja que en algunes versions d'aquestes regions el Cadejo va ser en vida un sacerdot que és maleït, representant aquest collaret blanc un alçacoll.
A Mèxic, s'explica que, quan apareix el Cadejo, els gossos ploren com si estiguessin veient el mateix dimoni; i és que, segons es diu, devora les cries dels gossos (o també qualsevol gos) els quals estan destorbant-li el seu pas, per la qual cosa és recomanable per a ells amagar els gossos si se sospita la seva presència o la seva proximitat. Aquesta avidesa del Cadejo per devorar gossos també apareix en algunes versions de Colòmbia.

### Origen
Sobre l'origen d'aquest ésser, les llegendes es poden agrupar en tres grups de versions: 

#### Creacions de Déu i del Diable
El primer grup reuneix versions d'El Salvador, Hondures, Guatemala i Mèxic, on se n'atribueix la creació, en el cas del gos blanc a Déu, i en el del negre a Satanàs, creats amb la intenció de complir diferents funcions. La llegenda diu que, després d'observar tots els mals que afligien el poble, Déu va decidir crear una figura que atemorís l'humà però amb la finalitat de protegir-lo. D'allà va sorgir un ésser amb morfologia de gos, amb els ulls vermells i de color blanc com els núvols que s'encarregaria de protegir-lo. El dimoni, enutjat per l'acció de Déu, va formar una còpia idèntica però de color negre, que provoca por en aquell que l'observa.

#### El fill maleït
| «                                                 | Porque han de saber ustedes que el Cadejos se llamaba Lisardo y que jué en su tiempo un hombre muy alegre y parrandero, a quien Dios, por una maldición que le echaron los tatas, condenó a penar así hasta que descuente sus culpas y se gane su perdón... | » |
| — Carlos Luis Fallas. Marcos Ramírez, 2008, p. 52 | |   |

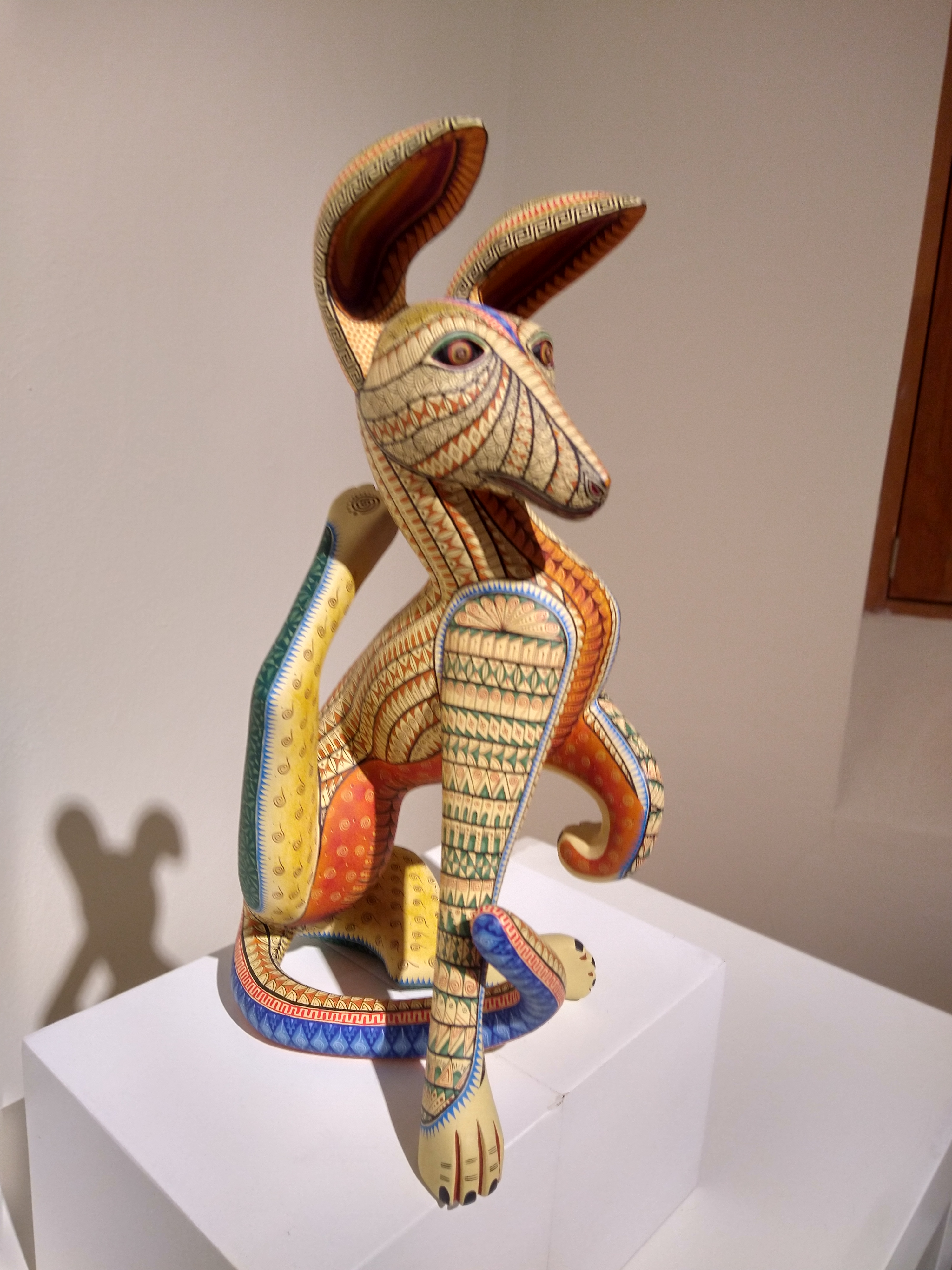
Alebrije en forma de gos, al Museu de Cholula, Mèxic

El segon grup de versions, com les de Mèxic, Belize, Costa Rica i Colòmbia, atribueix la seva creació a una maledicció d'un pare furiós sobre el seu fill, un jove o un home llibertí sentenciat a tornar-se una ànima en pena coberta amb cadenes, o bé , la seva altra versió, on és el fill bo qui busca espantar el pare borratxo a manera de càstig pel seu mal comportament, però falla i el seu pare el maleeix amb aquesta forma de gos per cuidar i protegir totes les persones, especialment a borratxos com ell.
A Belize, els dos cadejos sorgeixen de la mateixa persona: un home molt llibertí, dolent, desobedient, fluix, que no treballava, borratxo i faldiller. El seu pare, que estava cansat del seu comportament, el feia entrar en raó. Però això no impedia que l'ingrat del noi canviés la seva manera de ser. Aleshores el seu pare, enfurismat, el va maleir (o primer el maltracta, segons altres versions), condemnant-lo a cuidar els borratxos com ell. Enfront dels pares, el noi es va transformar en una bèstia: un gos enorme, negre i d'ulls vermells. Davant la sorpresa i el terror de la seva mare, ella li va ruixar aigua beneïda pel llom, traient l'ànima de bona del noi, que va prendre la forma de gos blanc, sent l'antagonista de l'altre.
A Costa Rica, la llegenda narra l'existència d'un sol Cadejo, aquest sol ser el fill d'un gamonal o ancià. És un noi donat a la beguda, irresponsable, rodamón i amic de festes i desordres, fins que un dia causa el més profund disgust del seu pare, que el maleeix amb els pitjors apòstrofes, abocant-hi tanta indignació i dolor d'esperit que noi acaba transformant-se en aquest ésser. Una altra versió costa-riquenya narra, per contra, que el jove és bo i el borratxo és el pare. Cansat de les contínues borratxeres del seu pare, el jove elabora un pla perquè es reformi. Per això, l'espera en un camí solitari, sortint-lo sobtadament disfressat amb una pell negra gruixuda d'animal i arrossegant unes cadenes. En veure que el seu pare va estar a punt de desmaiar-se de l'ensurt, el fill es desposseeix del seu vestit, confessant el seu pla per fer-lo recapacitar, però el pare, alcoholitzat i iracund, el maleeix dient: «Tirat i en quatre potes seguiràs pels segles de els segles, amén». A partir d'aquell dia, el Cadejo acompanya els homes que surten de nit, guiant el seu camí a casa i allunyant qualsevol perill que pugui trobar.
Finalment, es dona el cas particular d'alguns llocs de Mèxic, és que s'explica que en morir una persona, aquesta torna a cuidar els seus éssers estimats en forma d'un Cadejo.

#### Nahuals i esperits guardians
També hi ha «cadejos-bruixots» (també coneguts com a nahuals) els quals són bruixots que, a través d'un encanteri, poden transformar-se en un Cadejo. Aprofiten aquest estat per cometre malifetes com matar gallines, matar altres animals, destruir coses, espantar, assetjar dones, robar (emportant-se amb la boca) o, sobretot quan hi ha Lluna plena, esperar en llocs poc transitats i que un individu passi i quedi atemorit per aquell gos i els seus ulls diabòlics. Es diu que aquests bruixots poden transformar-se a la mitjanit sota una ceiba o una pachira, ja que en la simbologia maia el yaxché (una ceiba) era un pont o una connexió entre el cel, la terra i el Xibalba (inframon).

### Cadejo blanc i Cadejo negre
| «                                    | En las noches, a altas horas, cuando generalmente ya los hombres van de regreso para sus posadas, después de visitar bares , un perro grande y fuerte, de color blanco, sigue a aquellos, a poca distancia, custodiándolos, hasta dejarlos a sus casas. | » |
| — Enrique Peña Hernández. El Cadejo. | |   |

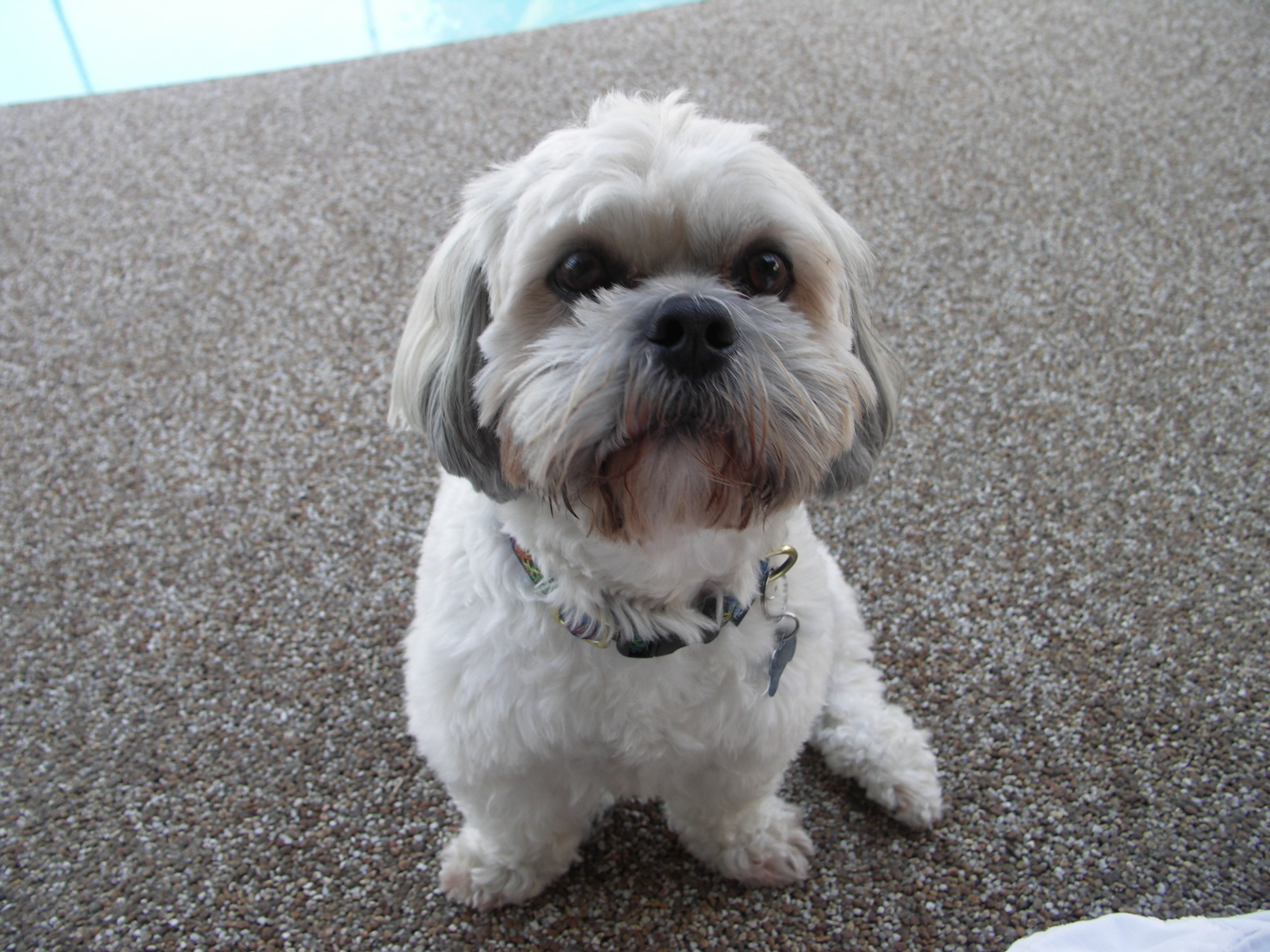
A Costa Rica no existeix la llegenda sobre un Cadejo blanc, però, en algunes zones rurals, el seu lloc el pren el Copito, un gos petit blanc, molt pelut, el qual, fent petits salts, segueix i cuida les persones fins al seu casa

A Zanatepec (Mèxic), El Salvador, Hondures, Belize, Guatemala i Nicaragua, s'explica l'existència de dos gossos, un de negre i un de blanc, i fins i tot de tres, afegint una variant grisa en el cas de Guatemala, que cuida els nens desemparats o malalts. Per regla general, el Cadejo blanc és benigne, mentre que el negre és maligne. El blanc, animal de companyia, protegeix l'home contra tots els mals que l'esperen als camins solitaris, inclòs el Cadejo negre. El negre va rondant per espantar o atacar els que surten de nit. Quan les dues criatures es troben, ocorre una batalla sagnant entre ells. A les zones rurals i muntanyenques d'El Salvador, s'associa al Cadejo amb la tipologia d'home i dona, així es diu que el gos blanc és el guardià dels homes i el negre de les dones.
El Cadejo negre generalment s'associa amb el mal: persegueix a distància els caminants nocturns, els que vénen de festes, festivals, carnavals, jocs d'atzar o cantines. En seguir la seva víctima, esgarrapa el terra amb les seves urpes. Si el so se sent a prop és que ell està lluny i quan se sent lluny és que està molt a prop, pràcticament a sobre, és l'últim que sentirà abans de ser atacat. Aquesta particular característica apareix també en algunes versions de les llegendes de La Llorona i El Silbón. Com a esperit dolent, ataca i mata el caminant nocturn, abalançant-se sobre ell, enderrocant-lo, copejant-lo fins a deixar-lo mal ferit i sense sentit, quec i amb molta febre, fins que mor. [Nelson Fuentes]
El Cadejo blanc, per contra, és l'antagonista del negre, el protector de les persones que creuen el seu camí, un esperit que protegeix l'home que surt a les nits, un guardià que sempre acompanya la persona fins a deixar-la a casa seva. Actua com a guia per prevenir les persones que es trobin amb el Cadejo negre. Encara que benigne, alguna versió també explica que al Cadejo blanc no s'ha de tractar mai de fer-li mal, perquè llavors ell es llança sobre el seu agressor i el rebolca a terra, el mossega i el deixa ferit mortalment.
Els Cadejos blanc i negre, en trobar-se, s'enfronten entre ells, on moltes vegades, per invocació de poder sant, el Cadejo blanc derrota el negre, i la que fos la seva víctima viu per explicar la història. Els cadejos mai es maten quan s'enfronten, malgrat els aferrissats combats que lliuren en les trobades nocturnes. Segons la tradició, cap dels dos no és més fort que l'altre. La seva trobada representa doncs la lluita entre el bé i el mal. En algunes versions de Guatemala, de vegades els cadejos s'uneixen per salvaguardar els seus protegits d'un altre espectre com La Llorona, la Siguanaba o d'algun mal·leant, encara que a l'estat de Chiapas (Mèxic), els camperols també expliquen que el Cadejo també coopera juntament a la Tishanila per castigar els que van per mal camí. En un episodi de la novel·la Marcos Ramírez, de l'escriptor costa-riqueny Carlos Luis Fallas, un pagès explica que el Cadejo l'acompanyava per protegir-lo de les bruixes, després que el pagès l'haguès tractat amb respecte.

### Un sol Cadejo
| «                                  | El Cadejos lo han conocido pocos; son más los que han tenido el privilegio de oírlo a lo lejos, no sé si aullando o rugiendo; pero es infinito el número de los que han sentido, cuando pasa, el ligero casquilleo de sus uñas sobre la acera, y apenas se consiguen gentes que no crean en él... | » |
| — Fabio Baudrit González. Cadejos. | |   |

Al sud de Mèxic (a més a l'estat d'Hidalgo), Costa Rica, Panamà i el nord de Colòmbia, el Cadejo és un ens únic. Fabio Baudrit el descriu com un gos negre gran, similar a un llop adust, prim, eriçat, llanut, amb dos intensos ulls vermells encesos i radiants, cua llarga i ampla, d'esmolades ungles llargues que ressonen al paviment, mentre arrossega unes gruixudes cadenes. No obstant el seu aspecte aterridor, no és de caràcter agressiu o sanguinari, i mai ataca a l'home. Concreta el seu malefici a seguir tenaçment l'home que surt de nit, generalment en estat d'ebrietat, fins a la porta de casa seva, i algunes vegades, l'espera a l'entrada de la seva habitació (amb els ulls vermells brillant en la foscor del llindar), com un mut retret. Sempre conserva la distància. Contra ell són inútils bales o armes blanques, i abans de veure's forçat a fer el mal, desapareix. També, quan els nens es desvetllen, pot ser evocat, i al cap de poc temps s'escoltaran les ungles a les rajoles o les parets de la casa, amb el seu alè esbufegant per una esquerda de la finestra, sense marxar fins que troba silenci i el nen caigui en profund somni.
A Panamà, on també se'l coneix el Perro Prieto, el Cadejo és un gos enorme, negre i d'ulls vermells que desprèn una forta olor de sofre, com una manifestació mateixa del diable. S'apareix a Corpus Christi, a la mitjanit, als homes que surten de nit, als quals devora, s'emporta la seva ànima o els arrossega directament a l'infern. Tot i ser una manifestació demoníaca, algunes vegades també se'l considera un protector, ja que també pot cuidar aquest tipus de persones fins a arribar a casa sans i estalvis.

### Protecció contra el Cadejo
Com tot ésser espectral, de vegades les llegendes també expliquen la manera de defensar-se d'un Cadejo. Per exemple, a Hondures, la tradició explica que, per repel·lir el Cadejo negro, s'han de dir oracions com «que fa olor de sant», «que fa olor d'encens» o «permís company Alejo». A la seva novel·la Marcos Ramírez, l'escriptor costa-riqueny Carlos Luis Fallas recull un episodi on un pagès s'enfronta al Cadejos, on el personatge, després de fallar a atacar el Cadejo usant una creueta, espanta l'espectre amenaçant-lo amb la creu de l'empunyadura de l'arma, mentre exclama «¡Vencés al filo, maldito, pero la Cruz te vence a vos!» (Guanyes al tall, maleït, però la Creu et venç a tu!).
A Mèxic, per salvar-se o protegir-se d'aquesta entitat, cal vestir-se al revés, després posar orins en un cinturó i donar-li fuetades, fent que se'n vagi. Es creu que es pot fer amistat amb ell: consisteix a caminar amb els peus junts (sense importar com sigui de difícil) i, si s'acosta, s'ha d'escopir al palmell de la mà i oferir-li una escopinada, i això fa el Cadejo acompanyi o cuidi el transnit. També té el seu costat benvolent, ja que té cura de totes les persones (encara que en la majoria de versions és, generalment, maligne).

## Paral·lelismes

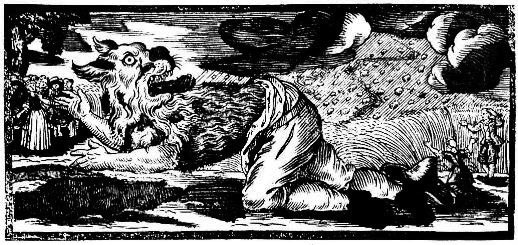
A molts països s'expliquen llegendes humans que es transformen en animals

Encara que el Cadejo com a tal (amb les seves petites variants locals entre països) és un ésser espectral pertanyent bàsicament a l'imaginari mexicà i centreamericà, hi ha algunes llegendes de la resta d'Amèrica Llatina on es poden apreciar paral·lelismes.
A Colòmbia, la llegenda de l'Home caiman, un ésser amb cos de caimà i cap d'home, presenta semblances quant a l'origen del personatge: un home és maleït a transformar-se en aquest ésser a causa de les seves males accions.
A Xile, tenim la llegenda de la Calchona, l'espectre d'una bruixa amb cos d'ovella, i potes davanteres, rostre i cabell de dona, i que vaga sola pels camins; i el Guallipén, pertanyent a la mitologia maputxe, un espectre maligne amb cos d'ovella, cap de vedella, les potes tortes i lleig pelatge.
Al Paraguai, són conegudes les llegendes del Luisón, el Yaguareté-Abá (home tigre) i l'Ao Ao, monstres llegendaris de la mitologia guaraní. El primer, especialment, presenta moltes semblances amb el Cadejo, a més de la llegenda europea de l'home llop.
A l'Argentina, específicament a les zones rurals de les províncies del nord, existeix la creença que de vegades un esperit familiar, pot prendre la forma d'un gos anomenat «El Familiar». Aquest ésser seria un gos mític de pelatge negre, de mida fora del normal, amb ulls color vermell sang, i cadenes penjades al coll. Apareix després de la mitjanit, fa notar la seva presència arrossegant cadenes i fent plorar els gossos. A més, es diu que és realment un dimoni, la manifestació del diable en forma de gos. Una llegenda del Familiar es remunta fins al segle xix en una fàbrica de sucre, on es rumorejava que tant l'amo com els empleats pactaven amb el diable a canvi de diners i torturaven l'empleat que fos capaç d'estar en contra. D'aquí apareix un esperit familiar en forma de gos perquè devorés l'empleat rebel. Quan el propietari va morir, ja ningú alimentava el Familiar, el qual es va escapar de la fàbrica, vagant errant a la recerca de víctimes per devorar. També es diu que quan devora algú, no pararà fins a devorar tota la seva família. Habita als camps de blat de moro i qui s'atreveix a entrar a un d'aquests, corre el risc de ser devorat. També és possible que fer pacte ell perquè tingui cura de les seves pertinences, o per a un compromís.
Els mites i llegendes de gossos infernals abunden al folklore de diversos països d'Europa: els grecs Cèrber i Ortros, els «black dogs» anglesos, com el Moddey Dhoo de l'Illa de Man, el Gwyllgi de Gal·les, el Black Shuck que terroritza la costa de Norfolk, Essex i Suffolk (aquesta llegenda en particular sembla ser la inspiració per a El gos dels Baskerville d'Arthur Conan Doyle), el Llop embruixat de la mitologia castellana, el Dip o gos vampir català, el Còn Annwn de la mitologia cèltica, el Garm de la mitologia escandinava, etc.

## El Cadejo en la cultura popular

### En la literatura
| «                                            | Y asoma por las vegas el Cadejo, que roba mozas de trenzas largas y hace nudos en las crines de los caballos. | » |
| — Miguel Ángel Asturias. Leyenda del Cadejo. | |   |

Nombrosos escriptors han utilitzat la llegenda del Cadejo com a tema per a la seva obra: José Efrén Melara Méndez (El Cadejo) i Manlio Argueta (Los perros mágicos de los volcanes), a El Salvador; el premi Nobel de literatura Miguel Ángel Asturias (Leyenda del Cadejo, l'esmenta també a la seva obra El señor Presidente) a Guatemala; els escriptors costa-riquenys Fabio Baudrit (Cadejos), Carlos Luis Fallas (Marcos Ramírez), Rubén Coto (Espantos), Mainor Arias Uva (al poema «Para aprendices de mago» del llibre Cuentos de lunas para un duende), Eduardo Chaves Montero («El Cadejos», «Camino a casa», «El compañero» i «Un hombre valiente», dels llibres Volamos a los cuentos i Cuentos con espinas) i Mario González Feo (Yo i la larva). El personatge també ha aparegut en historietes i algunes novel·les gràfiques.

### En la televisió
Recentment, l'any 2019, la sèrie estatunidenca anomenat Víctor i Valentino va llançar un episodi dedicat al Cadejo, anomenat Los Cadejos, on Valentino guarda rancúnia contra Víctor, que, sense saber-ho, atrau un Cadejo malvat, una bèstia mitològica semblant a un llop .